# Cilindre Rassam
El Cilindre Rassam és un prisma de deu cares gravades amb escriptura cuneïforme, datat de l'any 643 abans de la nostra era. Relata en primera persona les campanyes militars del rei de l'Imperi neoassiri Assurbanipal. El cilindre, el va descobrir al Palau Nord de Nínive l'arqueòleg angloiraquià Hormuzd Rassam al 1854, d'ací prové el seu nom. Es conserva encara al Museu Britànic.

## Contingut
El cilindre descriu detalladament nou campanyes militars d'Assurbanipal. El contingut se n'ha enumerat així:
| «                                  | # Introducció, relat de la pujada al tron d'Assurbanipal 1. Conquista assíria d'Egipte\|Primera guerra egípcia contra Taharqa\|Tirhakah 2. Conquista assíria d'Egipte\|Segona Guerra Egípcia contra Tanutamani\|Urdamane 3. Conquista de Tir i mort de Baal I\|Baal, rei de Tir 4. Expedició contra Ahseri, rei d'Urartu\|Van 5. Expedició contra Temti-Humban-Inshushinak, rei de l'Imperi elamita 6. Guerra contra Shamash-shum-ukin de Babilònia (ciutat)\|Babilònia, germà d'Assurbanipal 7. Primera guerra contra Ummanigash (fill d'Urtak)\|Ummanaldes, rei de l'Imperi elamita 8. Segona guerra contra Ummanigash (fill d'Urtak)\|Ummanaldes, rei de l'Imperi elamita 9. Expedició contra Uate, rei d'Aràbia 10. Captura d'Ummanigash (fill d'Urtak)\|Ummanaldes, rei de l'Imperi elamita 11. Ambaixada d'Ixtar-duri, rei d'Urartu\|Ararat 12. Reparació del Palau de Senaquerib de Nínive, conclusió i data de la inscripció | » |
| — Contingut del cilindre de Rassam | |   |

## Extracte
Un dels textos narra la seua campanya victoriosa a Egipte:
| « | En la primera campanya, vaig marxar contra Magan, Meluhha, Taharq, rei d'Egipte i Etiòpia, a qui Asarhaddó, rei d'Assíria, el pare que m'engendrà, havia derrotat, i la terra del qual va sotmetre a la seua influència. Aquest Taharqa oblidà el poder d'Ashur, Ixtar i els altres grans déus, senyors meus, i posà la confiança en el seu poder. Es girà contra els reis i regents que mon pare havia designat a Egipte. Hi entrà i s'instal·là a Memfis, la ciutat que mon pare havia conquerit i incorporat al territori assiri. Cilindre de Rassam d'Assurbanipal (extracte). | » |

També es coneixen molts relleus que provenen de Nínive i que il·lustren aquestes campanyes.

Luckenbill feu una traducció completa del cilindre en Registres antics d'Assíria i Babilònia. Una transcripció completa del text cuneïforme es troba en CDLI.

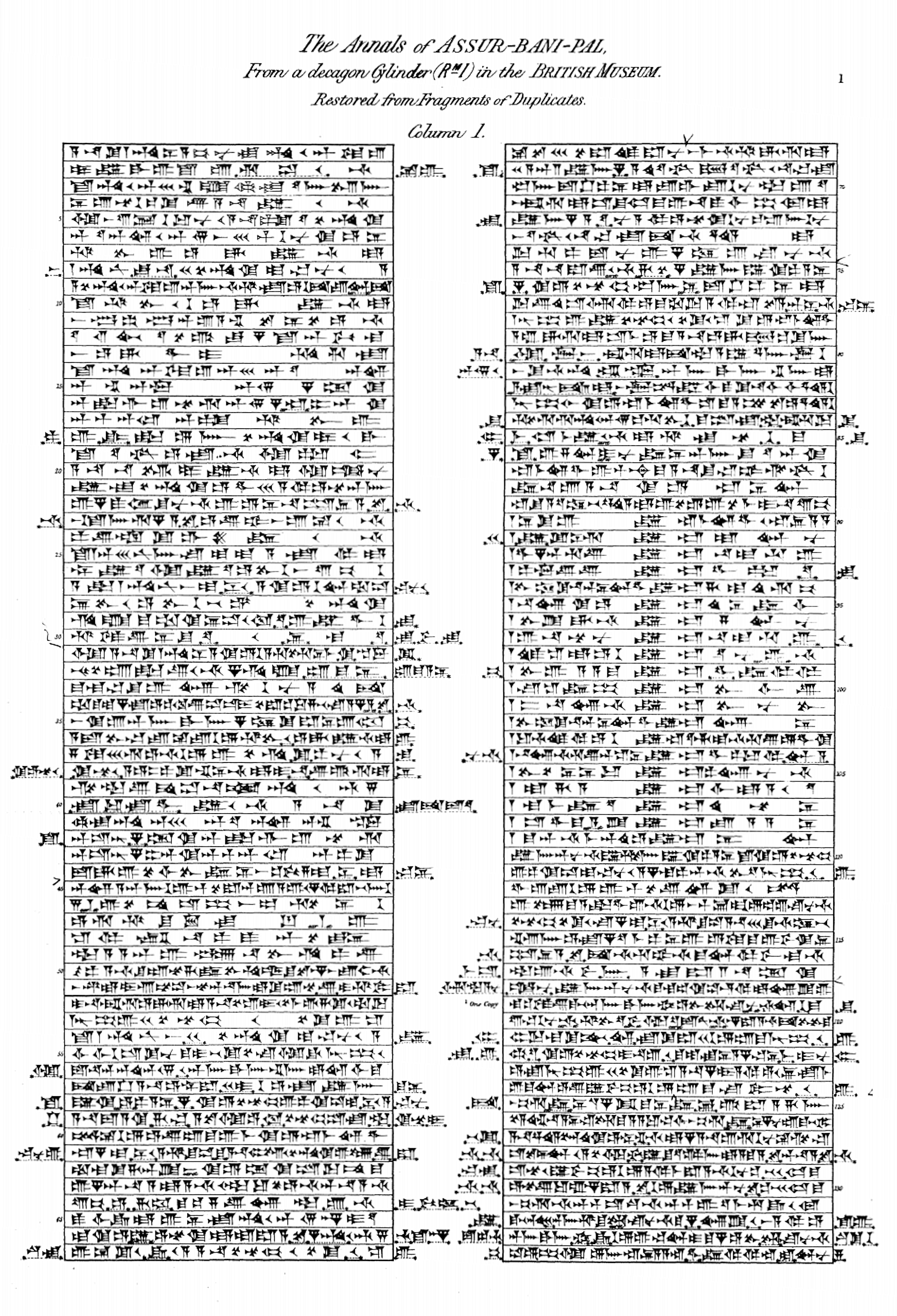
Transcripció de l'escriptura cuneïforme de la primera columna
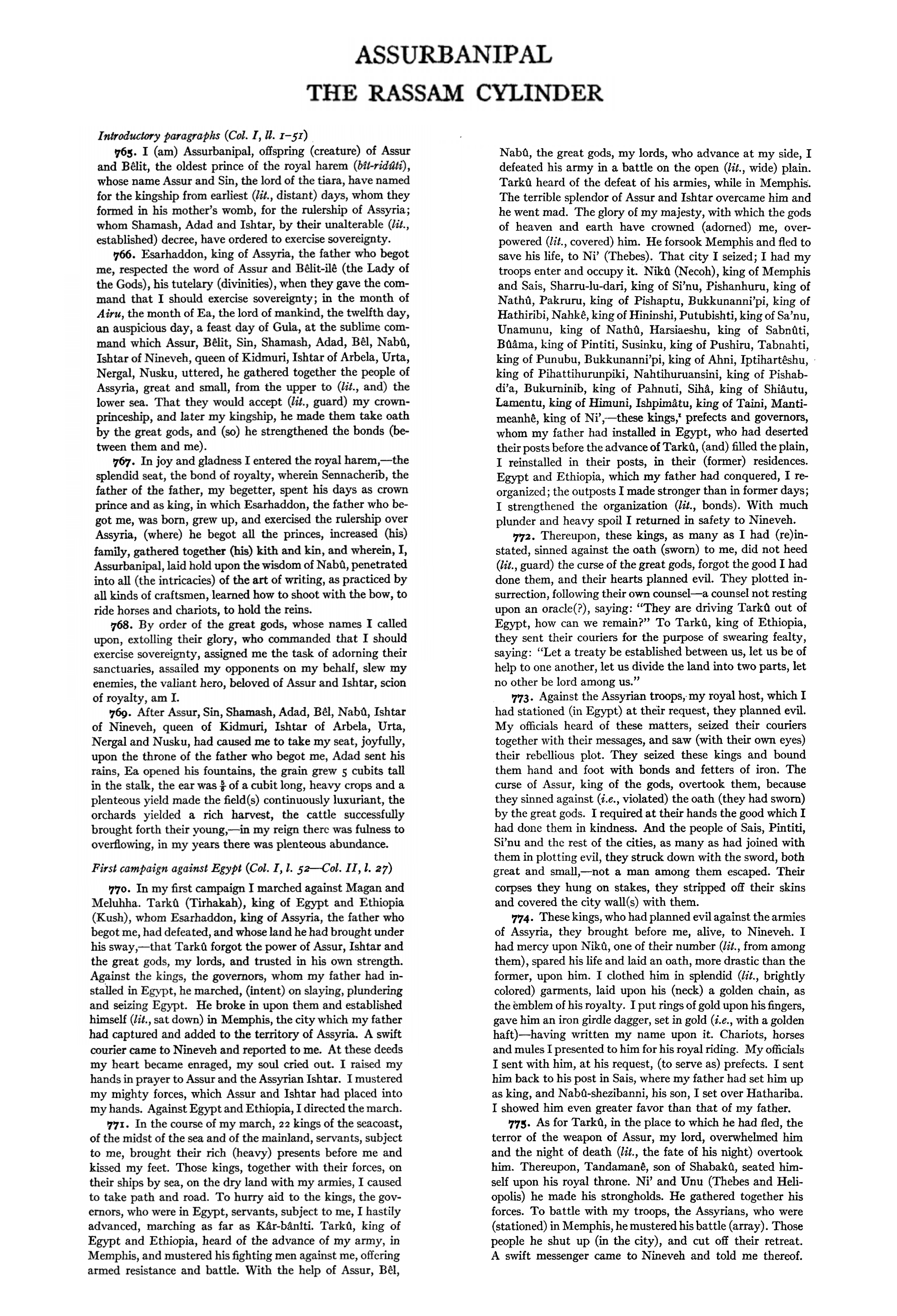
Traducció de la primera columna per Luckenbill: introducció i primera campanya d'Egipte.
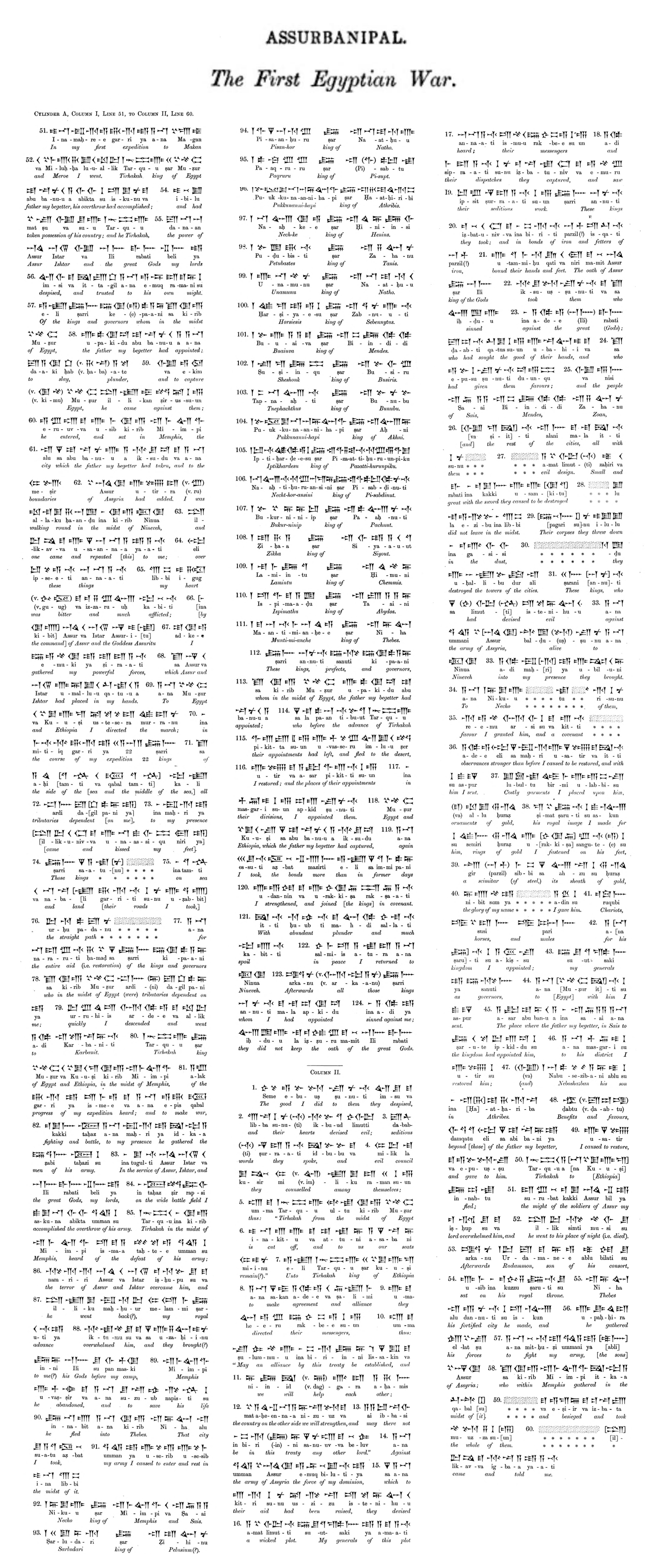
Assurbanipal, "Primera Guerra egípcia". Traducció paraula per paraula de George Smith

## Paraules importants

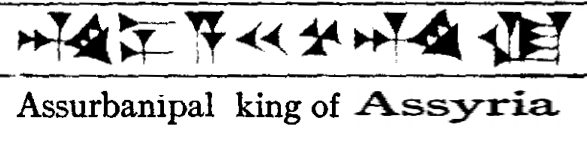
"Assurbanipal, rei d'Assíria", an-szar2-du3-a man kur_ an-szar2{ki}, en el cilindre Rassam, 643 ae

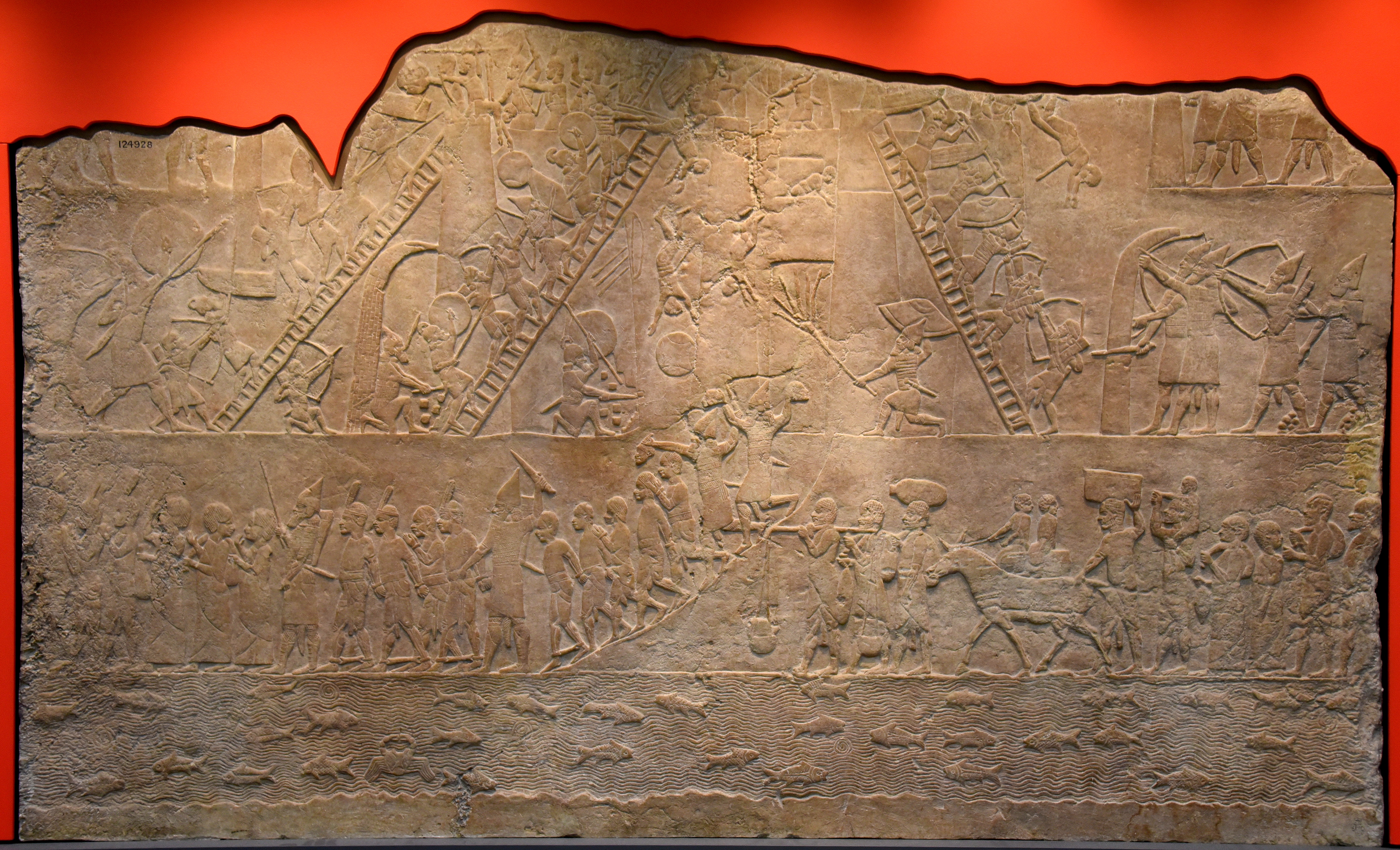
Setge assiri d'un fort egipci, probablement una escena de la guerra del 667 ae. Esculpit en el 645-635 ae, sota Assurbanipal. Museu Britànic

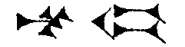
La paraula Mu-sud, per a Egipte
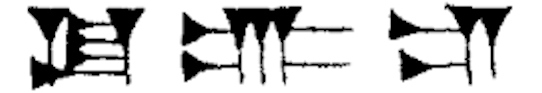
La paraula Ku-o2-si, per a "Regne de Cuix"
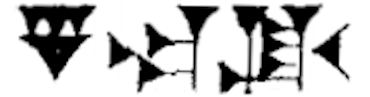
La paraula Sha-ba-ku-o, per al faraó cuixita Shabaka
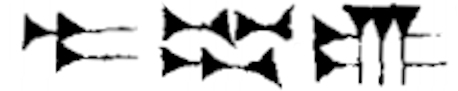
La paraulaTar-qu-o2, per al faraó cuixita Taharqa
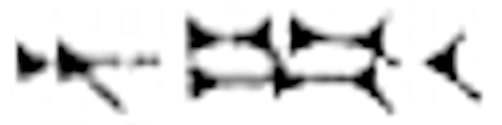
Tar-qu-o, una ortografia alternativa utilitzada per al faraó cuixitaTaharqa
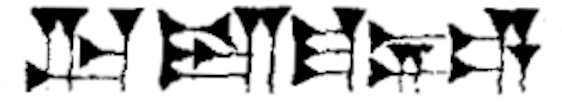
La paraula Urdamanee, per al faraó cuixitaTanutamon
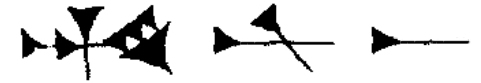
La paraula An-shar-pap-ash, per al governant neoassiriAssarhaddon
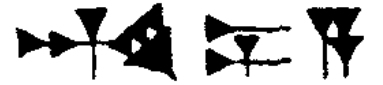
La paraula An-shar-du-a, per al governant neoassiriAssurbanipal
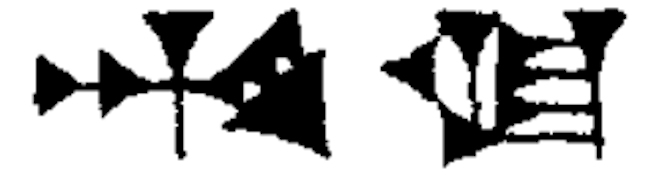
La paraula AššurKI, per a la ciutat d'Assur
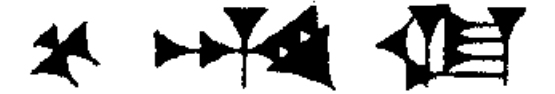
La paraula mat AššurKI, per al país d'Aššur, Assíria
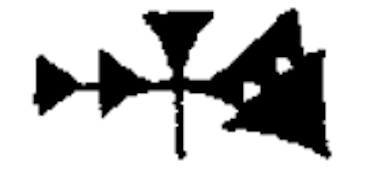
La paraula An-shar, per al déu suprem Anshar
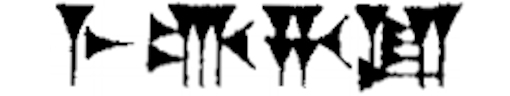
El país de Melukhkha(𒈨𒈛𒄩𒆠) possiblement idèntic a Mèroe